# Brian Stonebridge
 Brian Gerald Stonebridge, més conegut com a Brian Stonebridge   (Cambridgeshire, 6 de juny de 1928 - octubre 1959), fou un pilot de motociclisme, un dels més coneguts especialistes en motocròs i enduro anglesos de la dècada del 1950. Entre altres èxits destacats, quedà Subcampió d'Europa de motocròs en 250cc el 1959, rere Rolf Tibblin, i guanyà el Motocross des Nations els anys 1952 i 1954 com a membre de l'equip britànic.
Stonebridge començà pilotant per a l'equip oficial de Matchless de motocròs (anomenat aleshores scramble al Regne Unit) el 1950, i hi competí també en proves d'enduro. Aquell mateix any va guanyar una medalla d'or als ISDT, celebrats a Llandrindod Wells (País de Gal·les). El 1951 disputà el primer Campionat britànic de motocròs, anomenat aleshores ACU Scramble Drivers' Star, i hi quedà tercer amb la Matchless.
El 1954 ingressà a l'equip oficial de BSA, col·laborant al desenvolupament de la BSA Bantam de motocròs amb motor de dos temps. El 1957 canvià a l'equip de curses de Greeves, esdevenint-hi Director de Competició i Enginyer de Desenvolupament. Dos anys més tard, l'octubre de 1959 (quan feia poc que havia obtingut el seu Subcampionat d'Europa), es va morir en un accident de circulació a la carretera mentre anava de passatger al cotxe que conduïa el seu cap, Bert Greeves.

## Palmarès
Font:
| Any          | Motocicleta   | Campionat del Món | Campionat del Món | MXDN | C. britànic |
| Any          | Motocicleta   | 500cc             | 250cc             | MXDN | 500cc       |
| ------------ | ------------- | ----------------- | ----------------- | ---- | ----------- |
| 1951         | Matchless     | -                 | -                 |      | 3r          |
| 1952         | BSA           | 6è                | -                 | 1r   | 9è          |
| 1953         | BSA/Matchless | 8è                | -                 |      | 6è          |
| 1954         | BSA           | 6è                | -                 | 1r   | ?           |
| 1955         | BSA           | 6è                | -                 |      | 6è          |
| 1956         | BSA           | 9è                | -                 |      | 5è          |
| 1957         | Greeves       | -                 | 7è                |      | ?           |
| 1958         | Greeves       | -                 | 12è               |      | 8è          |
| 1959         | Greeves       | -                 | 2n                |      | ?           |
| Total títols | Total títols  | 0                 | 0                 | 2    | 0           |

Notes
1. ↑  La classificació consignada a MXDN fa referència a la posició final obtinguda per l'equip estatal
2. ↑  Fins al 1956 inclòs no existia el Campionat del Món de 500cc ni el d'Europa de 250cc (de 1957 a 1958, aquest darrer s'anomenà Copa d'Europa)